# Gottswald
Gottswald este o arie protejată (sit de importanță comunitară — SCI, arie de protecție specială avifaunistică — SPA) din Germania întinsă pe o suprafață de 2.208,32 ha, integral pe uscat.

## Localizare
Centrul sitului Gottswald este situat la coordonatele 48°29′26″N 7°52′41″E / 48.4906°N 7.8781°E.

## Înființare
Situl Gottswald a fost declarat arie de protecție specială avifaunistică în noiembrie 2007 pentru a proteja 8 specii de animale. Situl a fost protejat și ca sit de importanță comunitară în noiembrie 2007.

## Biodiversitate
Situată în ecoregiunea continentală, aria protejată nu include niciun habitat protejat.
La baza desemnării sitului se află mai multe specii protejate de  păsări (8): pescăruș albastru (Alcedo atthis), porumbel de scorbură (Columba oenas), ciocănitoarea de stejar (Dendrocopos medius), ciocănitoare neagră (Dryocopus martius), șoimul rândunelelor (Falco subbuteo), gaia neagră (Milvus migrans), viespar (Pernis apivorus), ciocănitoare verzuie (Picus canus).